# خلیج پیتسوندا
خلیج پیتسوندا (به لاتین: Pitsunda Bay) یک خلیج کوچک در گرجستان است که در دریای سیاه و در نزدیکی شهر پیتسوندا واقع شده‌است.